# Lubomír Jančařík
Lubomír Jančařík (* 17. srpna 1987, Hodonín) je český stolní tenista v současnosti hrající německou Bundesligu za tým TTC OE Bad Homburg. Je účastníkem olympijských her v letech 2016 a 2021. Momentálně (leden 2022) je na 86. místě na světovém žebříčku ITTF. Je českým hráčem číslo 2 po Pavlu Širučkovi.

## Kariéra

### Klubová kariéra
Lubomír Jančařík začínal v klubu Slovan Hodonín. Až do roku 2012 hrál v české extralize. Poté přestoupil ze Sokola Králův Dvůr do německé Bundesligy. Zde hrál za kluby jako Grenzau, Saarbrucken nebo Muhlhausen. Dnes hraje v TTC OE Bad Homburg.

### Účast na velkých turnajích
Lubomír Jančařík se účastnil třikrát mistrovství Evropy (2008, 2015, 2021), třikrát mistrovství světa (2008, 2015, 2019) a dvakrát olympijských her (2016, 2021).